# Paul Martens (wielrenner)
Paul Martens (Rostock, 26 oktober 1983) is een voormalig Duits wielrenner.
Martens werd in 2006 prof bij Skil-Shimano na in 2005 stage te hebben gelopen bij T-Mobile. Voor de Nederlandse pro-continentale ploeg won hij etappes in de Ronde van Luxemburg in 2006 en in de Ster Elektrotoer (2007). Vanaf 2008 t/m 30 mei 2021 reed hij voor Team LottoNL-Jumbo.
De Duitser Martens is getrouwd met een Nederlandse vrouw en woont met zijn gezin in Nederland.

## Overwinningen
2004
 Duits kampioen ploegkoers, Junioren
2005
 Duits kampioen tijdrijden, Beloften
2006
2e etappe Ronde van Luxemburg
Ronde van het Münsterland
2007
2e etappe Ster Elektrotoer
2010
GP van Wallonië
2012
4e etappe Ronde van Burgos
2013
1e etappe Ronde van de Algarve
Eindklassement Ronde van Luxemburg
2014
5e etappe Ronde van België
2019
1e etappe UAE Tour (ploegentijdrit)

## Resultaten in voornaamste wedstrijden
| Jaar | Ronde van Italië | Ronde van Frankrijk | Ronde van Spanje |
| ---- | ---------------- | ------------------- | ---------------- |
| 2006 |                  |                     |                  |
| 2007 |                  |                     |                  |
| 2008 | 78e              |                     |                  |
| 2009 |                  |                     | opgave           |
| 2010 |                  |                     |                  |
| 2011 |                  |                     | 119e             |
| 2012 |                  |                     |                  |
| 2013 | 63e              |                     |                  |
| 2014 |                  |                     | 58e              |
| 2015 |                  | 80e                 |                  |
| 2016 |                  | 98e                 |                  |
| 2017 |                  | 82e                 |                  |
| 2018 |                  | 81e                 |                  |
| 2019 | 75e              |                     |                  |
| 2020 |                  |                     | 109e             |
| 2021 | 99e              |                     |                  |

| Jaar | Milaan-San Remo | Parijs-Roubaix | Amstel Gold Race | Luik-Bast.‑Luik | Ronde van Lombardije | Waalse Pijl | Brabantse Pijl |  | WK op de weg |  | Wereldranglijsten |
| ---- | --------------- | -------------- | ---------------- | --------------- | -------------------- | ----------- | -------------- |  | ------------ |  | ----------------- |
| 2006 |                 | 99e            | opgave           |                 |                      |             | 19e            |  |              |  |                   |
| 2007 |                 |                | 42e              |                 |                      |             |                |  |              |  |                   |
| 2008 | 113e            |                | opgave           |                 |                      | 87e         |                |  |              |  |                   |
| 2009 |                 |                | 32e              | 32e             | 42e                  |             | 17e            |  | 103e         |  | 87e (UWK)         |
| 2010 | 15e             |                | 11e              | 14e             | opgave               | 83e         | 4e             |  | 25e          |  | 208e (UWK)        |
| 2011 |                 |                | 10e              | 13e             |                      | 10e         | 14e            |  |              |  | 154e (UWT)        |
| 2012 | 61e             |                | 33e              | 82e             | opgave               | 16e         | opgave         |  | 37e          |  |                   |
| 2013 | 82e             |                | 30e              | 55e             |                      | 20e         |                |  | 49e          |  | 167e (UWT)        |
| 2014 |                 |                | 26e              | 45e             |                      | 13e         |                |  | 63e          |  | 156e (UWT)        |
| 2015 | 17e             |                | 27e              | 96e             |                      | 104e        | 11e            |  | 104e         |  | 186e (UWT)        |
| 2016 | 150e            |                | 77e              | 77e             | opgave               | 113e        |                |  |              |  |                   |
| 2017 | 91e             |                | 20e              | 101e            |                      | 38e         | 12e            |  | 90e          |  | 167e (UWT)        |
| 2018 |                 |                | 87e              | 78e             |                      | 84e         | 11e            |  | opgave       |  | 247e (UWT)        |
| 2019 |                 |                | 48e              | 83e             |                      | 80e         |                |  |              |  | 1376e (UWR)       |
| 2020 | 107e            |                |                  | opgave          | opgave               | 107e        |                |  | 66e          |  |                   |
| 2021 | 163e            |                | opgave           | opgave          |                      | 125e        | 58e            |  |              |  |                   |

## Ploegen

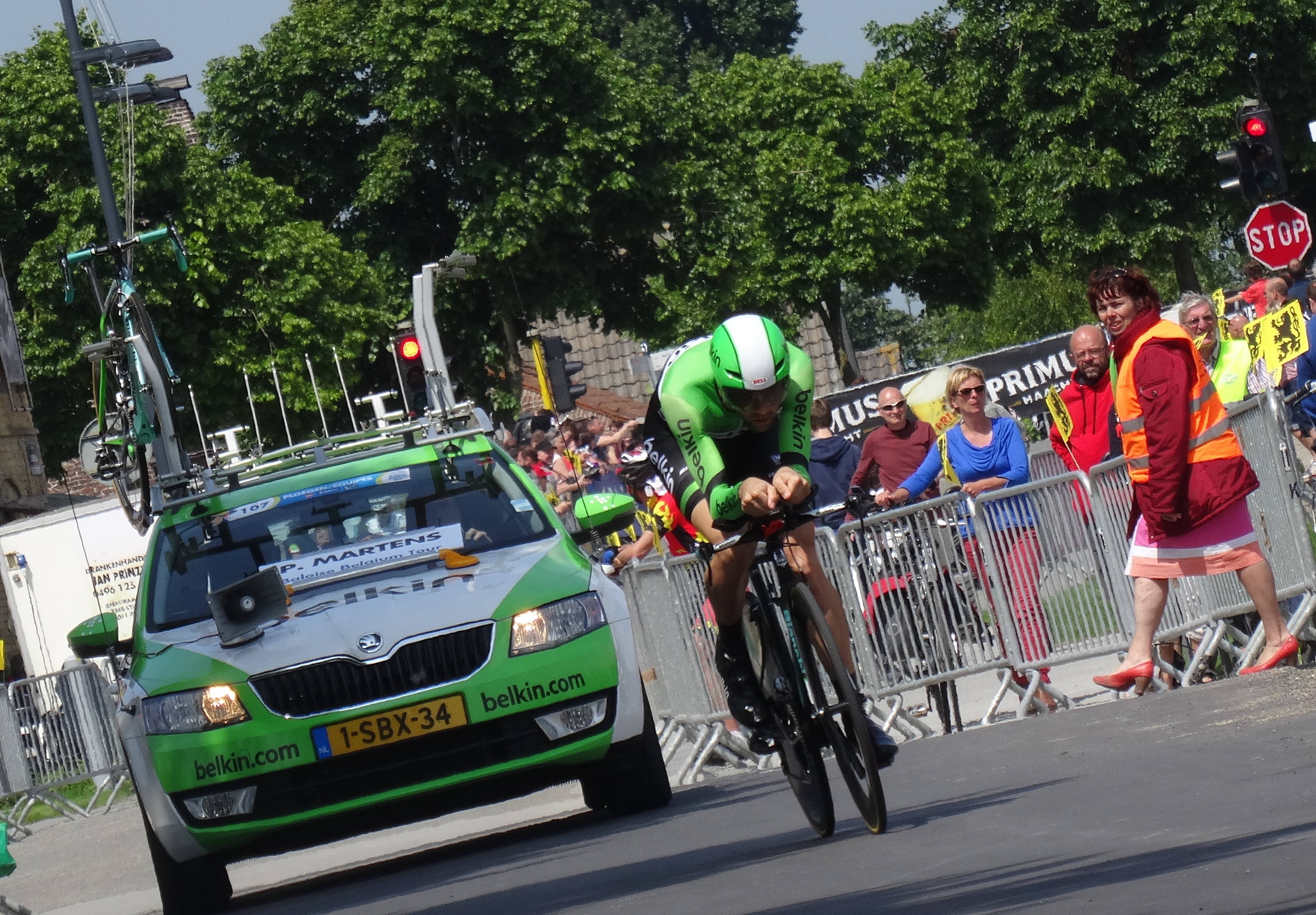
Diksmuide - Ronde van België, etappe 3, individuele tijdrit, 30 mei 2014 (B126)

- 2005 –  T-Mobile Team (stagiair vanaf 1-8)
- 2006 –  Skil-Shimano
- 2007 –  Skil-Shimano
- 2008 –  Rabobank
- 2009 –  Rabobank
- 2010 –  Rabobank
- 2011 –  Rabobank Cycling Team
- 2012 –  Rabobank Cycling Team
- 2013 –  Belkin-Pro Cycling Team [a]
- 2014 –  Belkin-Pro Cycling Team
- 2015 –  Team LottoNL-Jumbo
- 2016 –  Team LottoNL-Jumbo
- 2017 –  Team LottoNL-Jumbo
- 2018 –  Team LottoNL-Jumbo
- 2019 –  Team Jumbo-Visma
- 2020 –  Team Jumbo-Visma
- 2021 –  Team Jumbo-Visma (tot en met 30 mei)

1. ↑  Tot de Ronde van Frankrijk heette de ploeg Blanco-Pro Cycling Team, maar na het aantrekken van Belkin als hoofdsponsor werd de naam veranderd.